# Santa Ana de Yusguare
Santa Ana de Yusguare es un municipio del departamento de Choluteca en la República de Honduras.

## Toponimia
Su nombre parece ser que se compone de la palabra mexicana "xochitl" y de la palabra lenca "guara", y significa "Agua Quebrada"; mientras que Santa Ana es en honor a Ana (madre de María), santa de la Iglesia católica.

## Límites
| Orientación | Límite                            |
| ----------- | --------------------------------- |
| Norte       | Municipio de Choluteca, Choluteca |
| Sur         | Municipio de Namasigüe, Choluteca |
| Este        | Municipio de El Corpus, Choluteca |
| Oeste       | Municipio de Choluteca, Choluteca |

## Historia
Fue fundado por los indígenas en el lugar de Calderas en donde todavía hay algunos vestigios, se ignora porque fue trasladado al lugar donde está hoy.
En el recuento de población de 1791 ya figuraba el Pueblo de Yusguare del Curato de Choluteca.
En 1887, en el censo de 1887 figuraba como municipio del distrito de Choluteca.

## Demografía
Santa Ana de Yusguare tiene una población actual de 15,133 habitantes. De la población total, el 49.1% son hombres y el 50.9% son mujeres. Casi el 49.8% de la población vive en la zona urbana.

## División política
Aldeas: 7 (2023)
Caseríos: 46 (2023)
| Código | Aldea                                          |
| ------ | ---------------------------------------------- |
| 061601 | Santa Ana de Yusguare (cabecera del municipio) |
| 061602 | Cerco de Piedra                                |
| 061603 | El Cerro                                       |
| 061604 | La Tajeada                                     |
| 061605 | Pueblo Nuevo                                   |
| 061606 | Tablones Abajo                                 |
| 061607 | Tablones Arriba                                |